# باتريشيا مازوي
باتريشيا مازوي (بالإنجليزية: Patricia Mazuy)‏ ،(من مواليد 22 يناير 1960 في ديجون)هي مخرجة سينمائية وكاتبة سيناريو فرنسية. تم عرض فيلمها جلود البقر في قسم جائزة نظرة ما في مهرجان كان السينمائي عام 1989. بعد مرور أحد عشر عامًا، تم عرض فيلمها ساينت سير في نفس القسم في مهرجان كان السينمائي عام 2000.

## فيلموغرافيا

### سينما
- 1984 : العرجاء (فيلم قصير)
- 1988 : جلود البقر
- 1992 : الثيران والأبقار
- 2000 : سان سير
- 2004 : باس نورماندي (مخرج مشارك : سيمون ريجياني )
- 2011 : رياضة البنات
- 2018 : عاد بول سانشيز

### التلفاز
- 1991 : المسافر
- 1994 : ترافولتا وأنا
- 1999 : النهائي

## روابط خارجية
- باتريشيا مازوي على موقع IMDb (الإنجليزية)
- باتريشيا مازوي على موقع ألو سيني (الفرنسية)
- باتريشيا مازوي على موقع أول موفي (الإنجليزية)
- باتريشيا مازوي على موقع قاعدة بيانات الأفلام السويدية (السويدية)
- باتريشيا مازوي على موقع قاعدة بيانات الفيلم (الإنجليزية)
- باتريشيا مازوي على موقع كينوبويسك (الروسية)